# Hachse

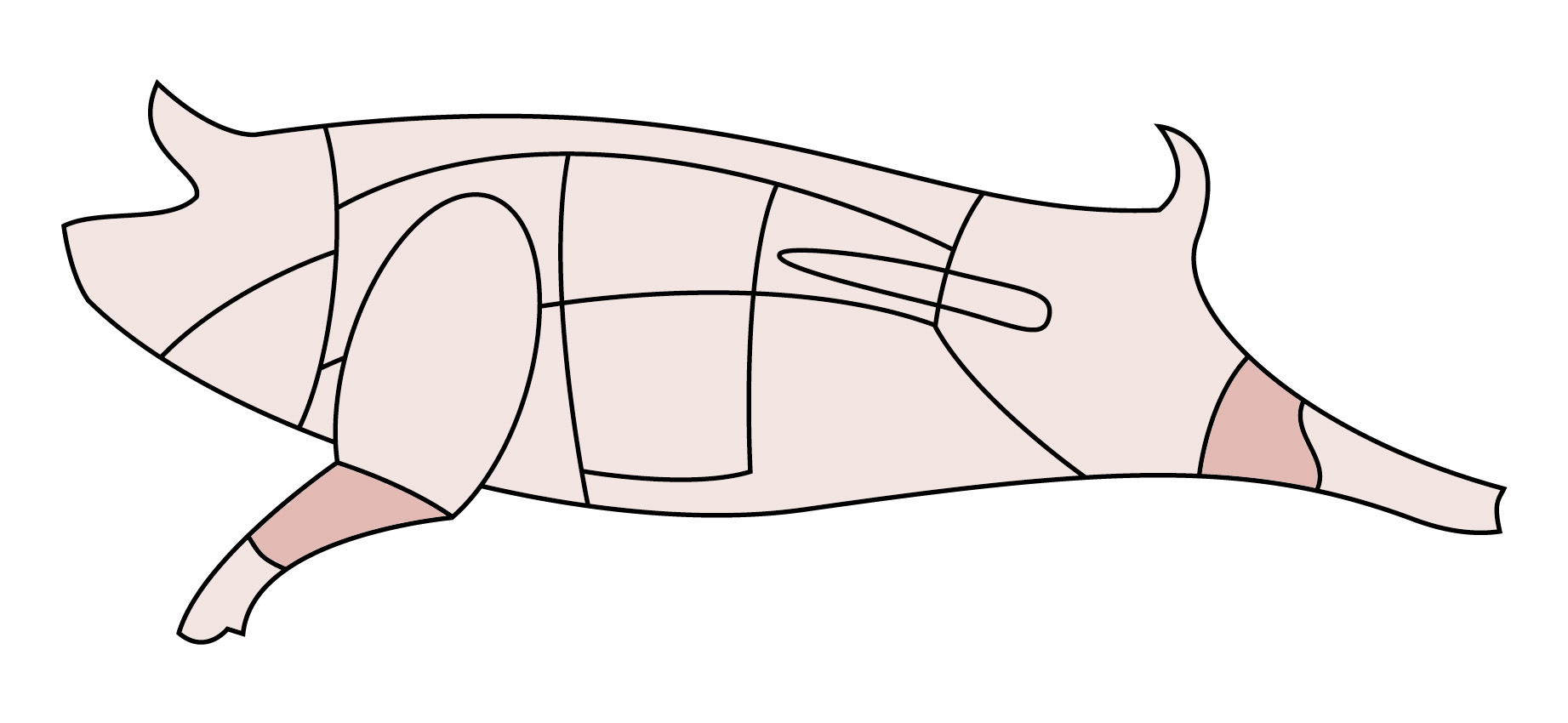
Hachse beim Schwein

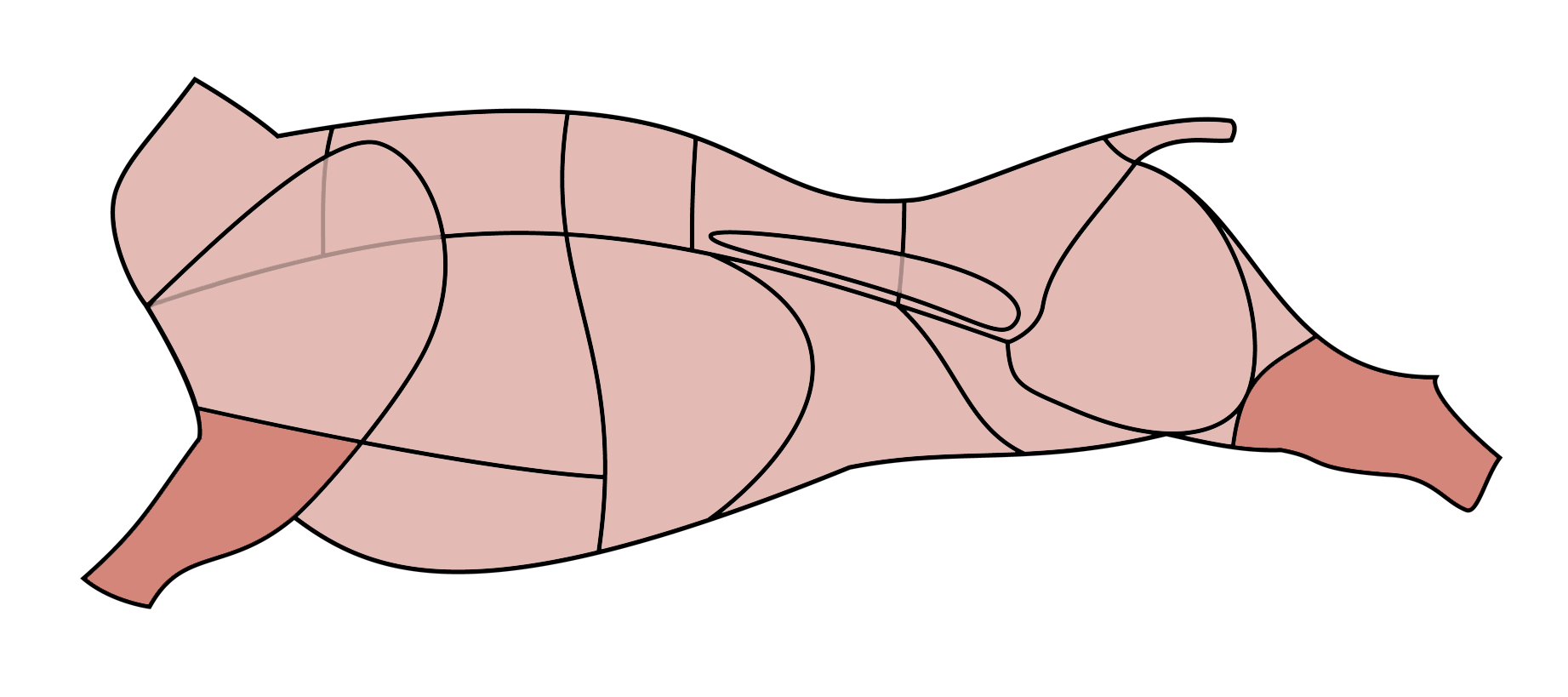
Hachse beim Rind

Als Hachse oder im Süddeutschen Haxe wird in der Küchensprache regional der Unterschenkel vom Schwein (siehe Eisbein), Kalb (siehe Kalbshachse) oder Lamm bezeichnet, teilweise auch vom Rind (siehe Hesse) und Pferd.
Das Wort geht auf althochdeutsch hāhs(i)na „Achillessehne, Kniebug des Hinterbeins“ zurück. Zugrunde liegt ein germanisches *hanh(a)-sinu; die Grundbedeutung ist also „Fersensehne“. Der Bezug zu „hängen“ im Vorderglied kommt daher, dass Schlachttiere an den Sehnen der Hinterbeine aufgehängt werden können.